# 宝の山
『宝の山』（たからのやま）は、1929年（昭和4年）2月22日公開の日本映画である。松竹キネマ製作・配給。監督は小津安二郎。モノクロ、スタンダード、サイレント、66分。
当初の題名は『モダン梅ごよみ』で、江戸の洒落本の世界を現代に移した風俗映画である。初回興行は観音劇場。現在、脚本・ネガ原版・上映用プリントのいずれも散逸している。

## あらすじ
芸者屋に入り浸っている丹次郎は、ある芸者に熱を上げている。彼の父は、更生するまで金はやらないと言い、モガの恋人はそこを出るように迫る。やがて、ついに出る決心をしてモガの恋人の所に行くが、すでに彼女は婚約していた。仕方がないのでまた元の芸者屋に戻るのであった。

## スタッフ
- 監督：小津安二郎
- 潤色・脚色：伏見晁
- 原作：小津安二郎
- 撮影：茂原英雄

## キャスト
- 丹次郎：小林十九二
- 芸者染吉：日夏百合絵
- 芸者麦八：青山萬里子
- モガ蝶子：岡村文子
- 梅廼家の女将：飯田蝶子
- 芸者小浪：浪花友子
- 芸者若勇：若美多喜子
- 女中お竹：糸川京子